# Marja-Helena Pälvilä
Marja-Helena Pälvilä (* 4. März 1970 in Oulu) ist eine ehemalige finnische Eishockeyspielerin, die über viele Jahre für Oulun Kärpät in der Naisten SM-sarja spielte.
Bei den Olympischen Winterspielen 1998 in Nagano gewann sie mit der finnischen Damennationalmannschaft die Bronzemedaille im olympischen Eishockeyturnier.

## Erfolge und Auszeichnungen
- 1994 Finnischer Meister mit den Keravan Shakers
- 1996 Bronzemedaille bei der Europameisterschaft
- 1997 Bronzemedaille bei der Weltmeisterschaft
- 1998 Bronzemedaille bei den Olympischen Winterspielen
- 2000 Bronzemedaille bei der Weltmeisterschaft
- 2002 Finnischer Meister mit den Espoo Blues